# József Hild
Dans le nom hongrois Hild József, le nom de famille précède le prénom, mais cet article utilise l’ordre habituel en français József Hild, où le prénom précède le nom.
József Hild, né le 8 décembre 1789 et mort le 6 mars 1867 à Pest, est un architecte hongrois. Il est connu pour avoir conçu une partie de la Basilique Saint-Étienne de Pest et la façade du Temple évangélique de Deák tér.